# Unterschleißheim
Unterschleißheim er en by i Landkreis München (Oberbayern), i den tyske delstat Bayern. Den ligger 15 km nord for München mellem floderne Isar og Amper.

## Geografi
Ud over Unterschleißheim ligger i kommunen landsbyerne
- Lohhof
- Lohhof-Syd
- Riedmoos
- Inhauser Moos
- Hollern vest for B 13